# Jastrieb (1911)
Jastrieb (ros. Ястреб) – rosyjski patrolowiec Samodzielnego Korpusu Straży Pogranicznej, klasyfikowany oryginalnie jako "krążownik motorowy" (ros. Моторный крейсер), używany następnie w składzie wojsk bolszewickich, po czym Białych, zaś ostatecznie Czerwonej Floty Czarnomorskiej, działający na Morzu Czarnym i Morzu Azowskim w latach 1912–1942.

## Historia
Okręt został wybudowany w 1911 r. w zakładach Towarzystwa Nikołajewskich Zakładów i Stoczni (ONZiW) w Mikołajowie. Po udanych próbach morskich wszedł do służby w grudniu 1912 r. na Morzu Czarnym w składzie Samodzielnego Korpusu Straży Pogranicznej (OKPS). Był ostatnim zwodowanym okrętem Korpusu. Okręt był napędzany – oprócz maszyny parowej – dodatkowo 2 silnikami dieslowskimi po 500 KM. Jego bazą było Batumi. 17 września 1913 r. na redzie Sewastopola odwiedził go premier Władimir Kokowcow, zaś 2 dni później car Mikołaj II. 6 lipca 1914 r. zmobilizowany okręt został przeniesiony do Floty Czarnomorskiej. Uczestniczył w I wojnie światowej. Pełnił zadania łącznikowe. 16 grudnia 1917 r. jego załoga przeszła na stronę władzy bolszewickiej. Do lata 1918 r. działał w składzie Flotylli Azowskiej na Morzu Azowskim. Na przełomie czerwca i lipca tego roku, podczas ewakuacji wojsk bolszewickich z Jejska, został przejęty przez przedstawicieli miejscowego kozactwa. Był jednak rozbrojony i bez silników. Od kwietnia 1919 r. należał do Floty Czarnomorskiej Białych, operując ponownie na Morzu Azowskim. We wrześniu tego roku został skierowany na remont do Jejska, gdzie przejęła go Armia Kozaków Kubańskich pod zmienioną nazwą "Ataman Wojskowy". W lutym 1920 r. został rozbrojony i samozatopiony przy opuszczeniu miasta przez wojska Białych. Po wkroczeniu do Jejska wojsk bolszewickich został przez nie podniesiony z dna, uzbrojony i wcielony do Czerwonej Floty Czarnomorskiej. Zdążył jeszcze wziąć udział w walkach pod Odessą we wrześniu 1920 r., pełniąc zadania pomocnicze. Od 8 czerwca 1921 r. znajdował się w oddziale okrętów Morskiego Czarnomorsko-Azowskiego Wydziału Bezpieczeństwa pod nazwą "Nr. 1". Od 24 października 1922 r. służył w Morskiej Straży Pogranicznej OGPU. 16 października 1925 r. powrócił do Czerwonej Floty Czarnomorskiej. W 1927 r. przeszedł remont kapitalny. Do lata 1930 r. znajdował się w rezerwie floty. 1 stycznia 1932 r. został przemianowany na "S-1" jako statek Studenckiego Związku Naukowo-Badawczego. W 1940 r. pod macierzystą nazwą powrócił do Floty Czarnomorskiej jako portowy statek pożarniczy. 28 czerwca 1942 r. został zatopiony w porcie w Sewastopolu przez niemieckie lotnictwo. Po zakończeniu wojny jego kadłub został podniesiony z dna i sprzedany na złom.